# Virginia Slims Championships 1983 - Doppio
Il doppio del torneo di tennis Virginia Slims Championships 1983, facente parte del Virginia Slims World Championship Series 1983, ha avuto come vincitrici Martina Navrátilová e Pam Shriver erano le detentrici del titolo e che hanno battuto in finale 7–5, 6–2 Claudia Kohde Kilsch e Eva Pfaff.

## Teste di serie
Le prime 2 teste di serie hanno ricevuto un bye per il 2º turno
1. Martina Navrátilová /  Pam Shriver (campionesse)
2. Kathy Jordan /  Anne Smith (semifinali)
3. Rosemary Casals /  Wendy Turnbull (quarti di finale)

1. Barbara Potter /  Sharon Walsh (quarti di finale)
2. Claudia Kohde Kilsch /  Eva Pfaff (finale)
3. Billie Jean King /  Candy Reynolds (semifinali)

## Tabellone

### Legenda
| - Q = Qualificato - WC = Wild card - LL = Lucky loser | - ALT = Alternate - SE = Special Exempt - PR = Protected Ranking | - w/o = Walkover - r = Ritirato - d = Squalificato |

|  | Quarti di finale | Quarti di finale                | Quarti di finale                | Quarti di finale                | Quarti di finale                |  |  | Semifinali | Semifinali                      | Semifinali                      | Semifinali                     | Semifinali                     |   |   | Finale | Finale                          | Finale                          | Finale | Finale |  |
|  |                  |                                 |                                 |                                 |                                 |  |  |            |                                 |                                 |                                |                                |   |   |        |                                 |                                 |        |        |  |
|  | 1                | Martina Navrátilová Pam Shriver | Martina Navrátilová Pam Shriver | Martina Navrátilová Pam Shriver | Martina Navrátilová Pam Shriver |  |  |            |                                 |                                 |                                |                                |   |   |        |                                 |                                 |        |        |  |
|  |                  | BYE                             | BYE                             | BYE                             | BYE                             |  |  | 1          | Martina Navrátilová Pam Shriver | Martina Navrátilová Pam Shriver | 6                              | 6                              |   |   |        |                                 |                                 |        |        |  |
|  | 3                | Rosemary Casals Wendy Turnbull  | Rosemary Casals Wendy Turnbull  | 6                               | 2                               |  |  | 6          | Billie Jean King Candy Reynolds | Billie Jean King Candy Reynolds | 2                              | 4                              |   |   |        |                                 |                                 |        |        |  |
|  | 6                | Billie Jean King Candy Reynolds | Billie Jean King Candy Reynolds | 7                               | 6                               |  |  |            |                                 |                                 |                                |                                |   |   | 1      | Martina Navrátilová Pam Shriver | Martina Navrátilová Pam Shriver | 7      | 6      |  |
|  | 5                | Claudia Kohde Kilsch Eva Pfaff  | 7                               | 3                               | 6                               |  |  |            |                                 | 5                               | Claudia Kohde Kilsch Eva Pfaff | Claudia Kohde Kilsch Eva Pfaff | 5 | 2 |        |                                 |                                 |        |        |  |
|  | 4                | Barbara Potter Sharon Walsh     | 6                               | 6                               | 3                               |  |  | 5          | Claudia Kohde Kilsch Eva Pfaff  | 4                               | 6                              | 6                              |   |   |        |                                 |                                 |        |        |  |
|  |                  | BYE                             | BYE                             | BYE                             | BYE                             |  |  | 2          | Kathy Jordan Anne Smith         | 6                               | 3                              | 2                              |   |   |        |                                 |                                 |        |        |  |
|  | 2                | Kathy Jordan Anne Smith         | Kathy Jordan Anne Smith         | Kathy Jordan Anne Smith         | Kathy Jordan Anne Smith         |  |  |            |                                 |                                 |                                |                                |   |   |        |                                 |                                 |        |        |  |